# Trust Company
I Trust Company sono un gruppo musicale alternative metal statunitense.
Formatosi nel 1997 da 3 membri: Kevin Palmer (voce), James Fukai (chitarra) e Jason Singleton (batteria).
Kevin Palmer e Jason Singleton, dopo la scuola, dove hanno suonato in diverse altre band insieme, si dividono per formare il proprio gruppo. La band firmò con la Geffen Records.
La band ha pubblicato il loro album, The Lonely Position of Neutral il 23 luglio 2002. L'album è stato ben accolto, con discreto successo ed è stato certificato oro dalla RIAA quindi la band ha cominciato a fare un tour con artisti come Thirty Seconds to Mars e Papa Roach.
I Trust Company hanno pubblicato il loro secondo album, True Paralles, il 22 marzo 2005. Tuttavia, avevano cominciato a suonare durante l'estate del 2004. Pur se in ritardo Parallels, è entrato nella Billboard al 32 ° posto ed ha venduto circa 200 000 copie negli Stati Uniti.
La traccia Falling Apart, contenuta nel primo album, è stata usata come colonna sonora dell'evento Royal Rumble 2003, promosso dalla WWE.

## Discografia

### Album in studio
- 2002 - The Lonely Position of Neutral
- 2005 - True Parallels
- 2011 - Dreaming in Black and White